# Desbandada

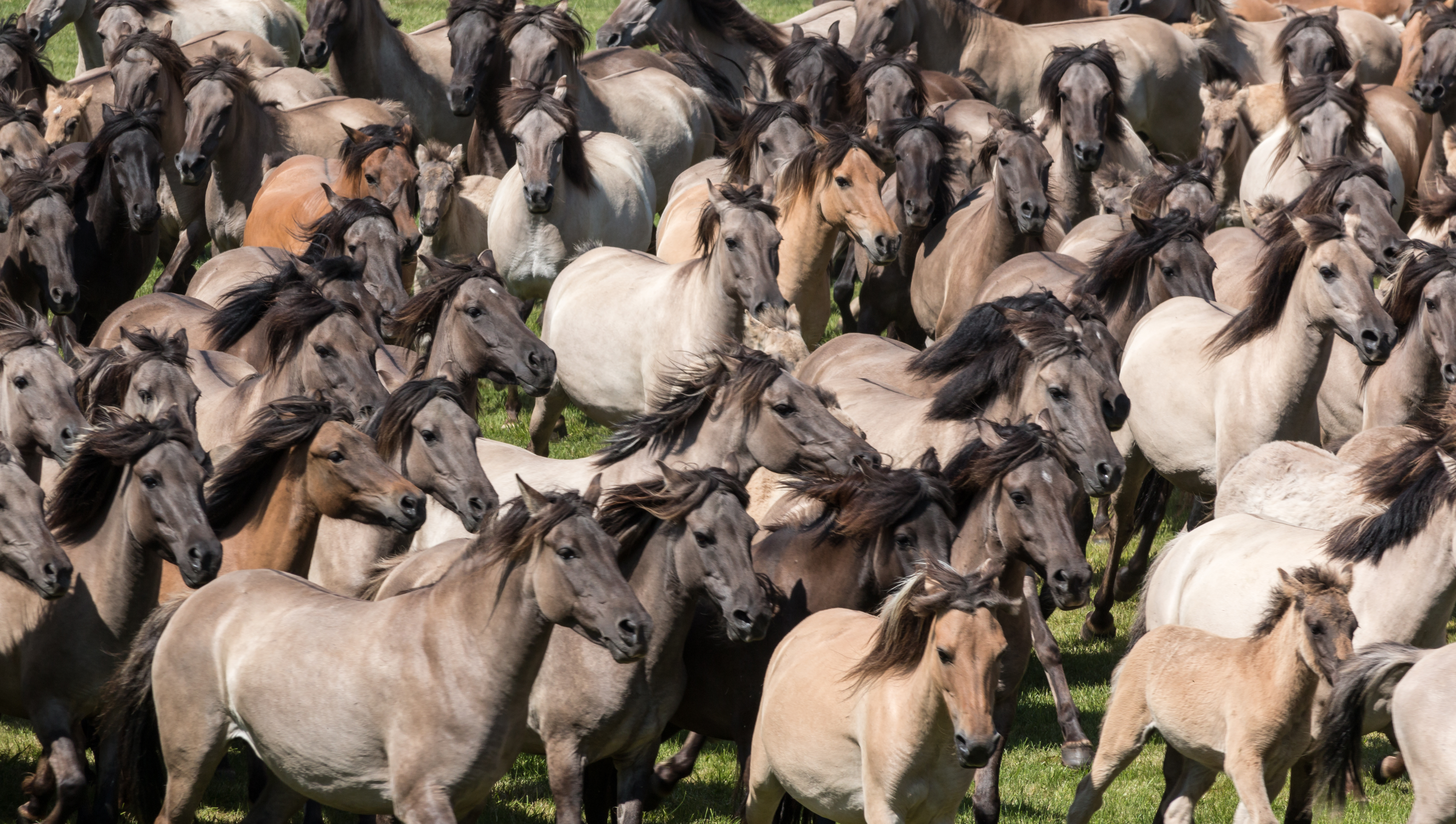
Desbandada de cavalls salvatges a Alemanya, 2014.

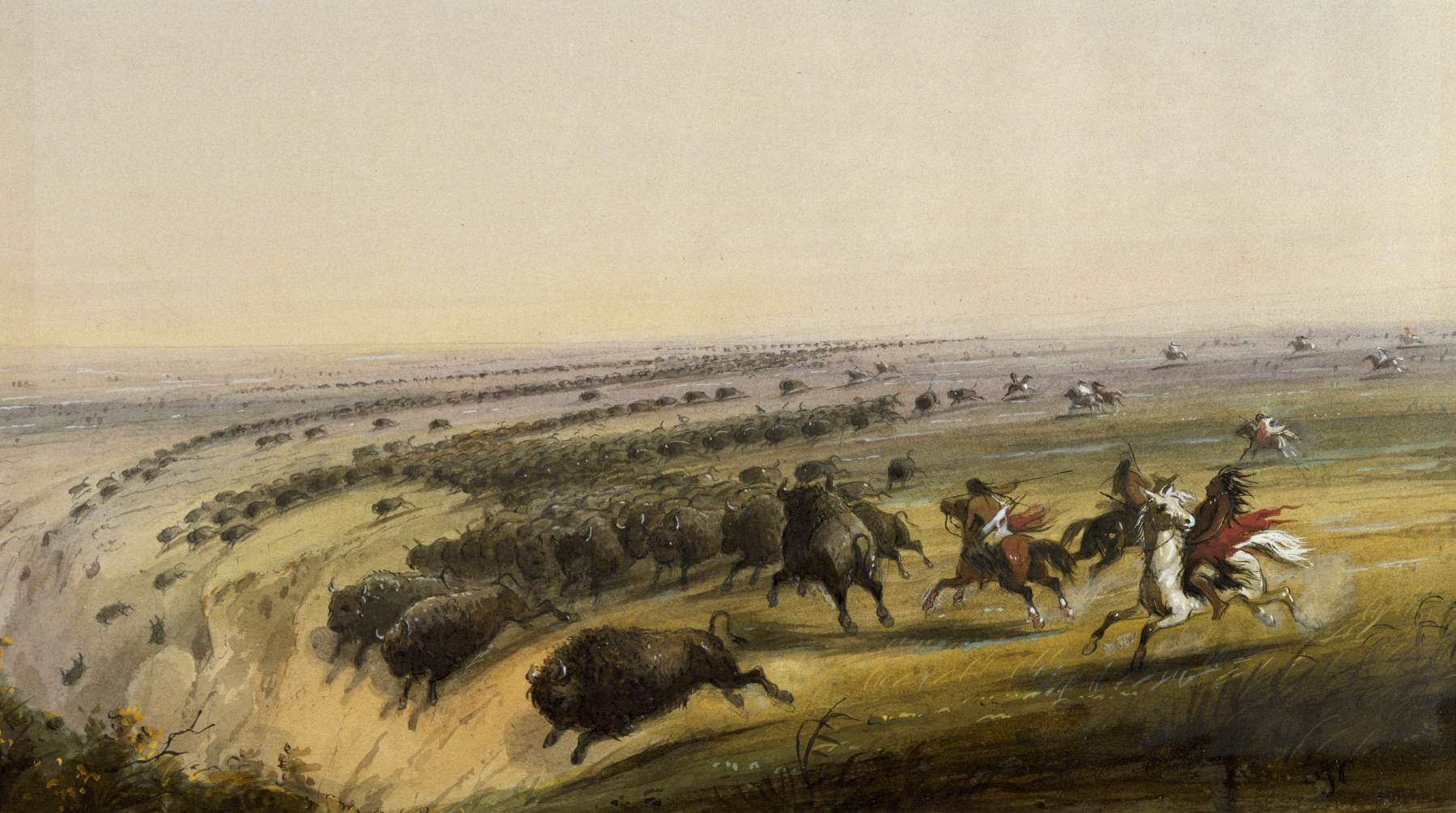
Desbandada provocada de búfals dirigida cap a un penya-segat, pintura d'Alfred Jacob Miller (c. 1860).

Una desbandada és un moviment desorganitzat provocat en un ramat d'animals o una multitud de persones en situació anàloga que col·lectivament comença a córrer sense rumb ni un propòsit clar.
Les espècies associades a aquest comportament inclouen vaques, ovelles, elefants, nyus, morses, cavalls salvatges, rinoceronts i éssers humans. Pot tenir efectes mortals, especialment si condeix el pànic.

## Desbandades animals
Alguna cosa inusual pot donar inici a una desbandada. Especialment a la nit, alguna cosa com encendre un llumí, algú muntat a cavall, un cavall sacsejant-se, la caiguda d'un raig, una planta rodadora travessant el ramat, o «un cavall que corre a través d'un ramat donant puntades a una cadira de muntar que s'ha enganxat sota el seu ventre» són coses que podrien causar estampides.
Una gran desbandada d'animals de grans proporcions o en gran nombre normalment arrasa amb tot al seu pas. Per tractar de reconduir el bestiar, els vaquers intenten fer girar al ramat en moviments círculars en lloc de córrer cap a un penya-segat o un riu, i evitar danys la propietat o a éssers humans. Les tàctiques usades per fer que la ramat es mogui en moviments circulars inclouen disparar una pistola, la qual cosa crea el soroll perquè els líders de la desbandada es girin.
Els animals propensos a una desbandada, especialment el bestiar boví, tenen menys probabilitats de fer-ho després d'haver menjat i si estan distribuïts en grups més petits per digerir els seus aliments.
Per reduir encara més el risc de desbandades, en ocasions els vaquers canten o xiulen per calmar els ramats inquiets al vespre. Durant la seva vigilància nocturna eviten fer coses que podrien espantar al ramat i fins i tot s'allunyen abans de desmuntar un cavall o encendre un llumí.
Freqüentment la gent indueix a propòsit el bestiar a una desbandada com a part de la guerra o la cacera, com alguns pobles indígenes americans, els quals eren coneguts per empenyer ramats de bisons americans cap a penya-segats com a tècnica de caça

### Estimabades d'ovelles als Pirineus

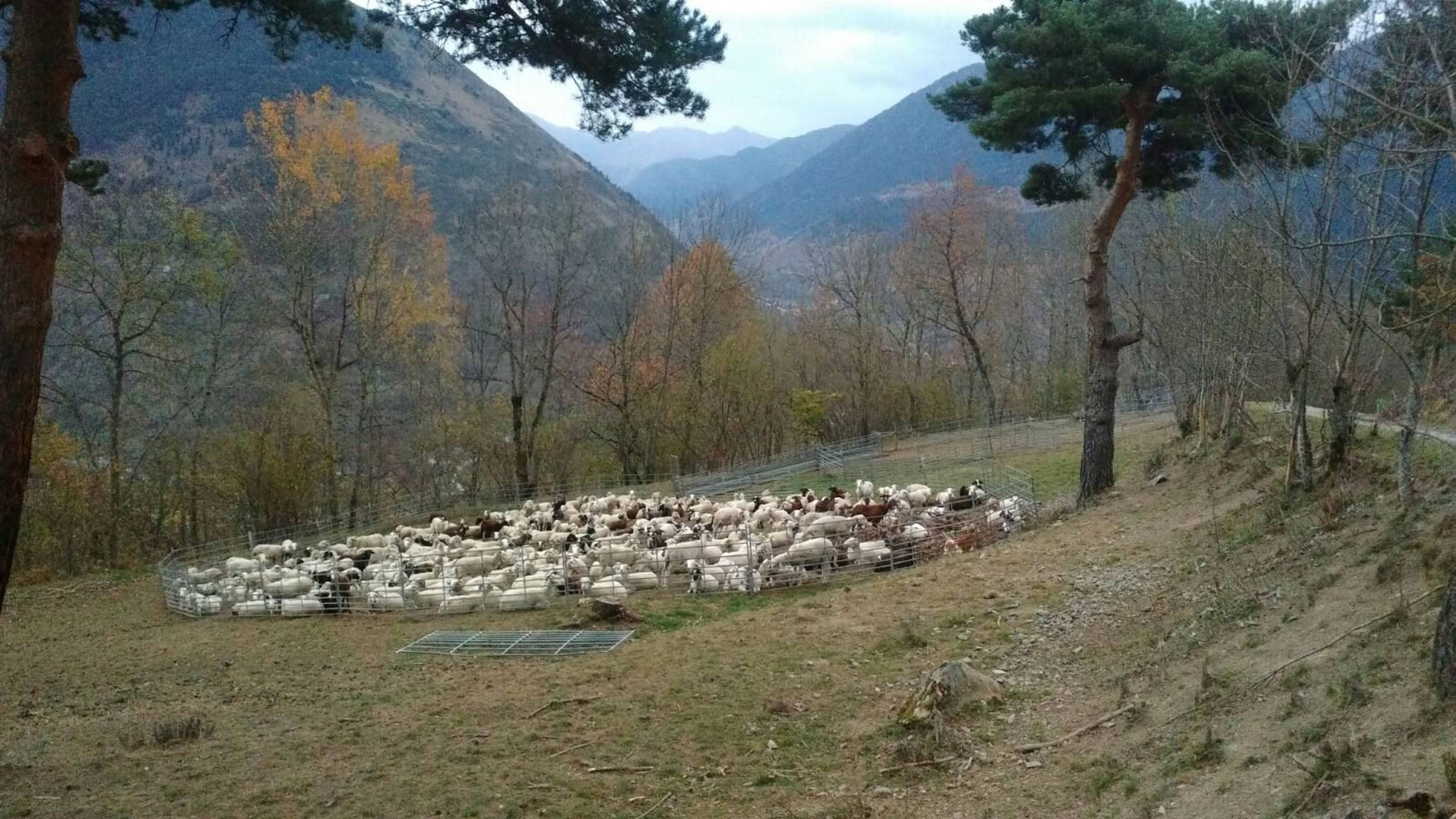
Agrupament de ramats amb tancats electrificats

La zona de pastures d'estiu dels ramats d'ovelles al Pirineu axial ha estat procliu a l'ocorrència de desbandades mortals en els terrenys més escarpats i emboirats. Aquestes sovint han estat atribuïdes a l'escomesa de grans carnívors, com l'os bru o gossos asilvestrats, tot i que no sempre se n'ha pogut establir la causa amb exactitud. Els programes de reforç poblacional d'ossos que les administracions han anat practicat a partir del 1996 per evitar-ne la seva extinció definitiva a la serralada han generat molt rebuig entre bona part de la població local, especialment entre els ramaders, pels atacs que perpetren contra els ramats. En el vessant francès, des del 2013 s'han donat diverses desbandades en prats d'estiu, produnint-se gran quantitat de baixes de cap bestiar, el que ha provocat l'ennuig del pastoralisme i sengles manifestacions de rebuig a la presència de l'os.
El setembre del 2013, a les pastures d'estiu de Pouilh (Ost), al Coserans (Departament de l'Arieja), una trentena d'ovelles van caure d'un penya-segat. Les sospites van recaure sobre l'os. Però els agents de l'Oficina Nacional de la Caça i de la Fauna Salvatge (ONCFS) que hagueren de fer la perícia del local sota la pressió dels pastors de la contrada, no trobaren indicis que incriminessin als plantígrads. Es desferma una polèmica en l'opinió pública sobre l'incident i l'enuig de les associacions de defensa del pastoralisme representa un punt d'inflexió entre els partidaris i detractos dels ossos.
El juliol del 2017, la mort de 209 ovelles després d'una escomesa al Mont Rouch, al municipi fronterer de Coflens, també al Coserans, va suposar una gran conmoció. Per als pastors, la principal preocupació era trobar la resta del ramat, atemorit per les males condicions meteorològiques i la configuració del lloc dificultava considerablement la investigació in situ. En total, més de 600 animals romandrien extraviats. Tot i això, cal assenyalar que el bestiar amenaçat es trobava en domini públic municipal o estatal sense que els pastors el vigilessin.
Les tensions van aflorar a l'agost, quan quatre agents de l'ONCFS van ser intimidats per una trentena d'individus durant una avaluació dels danys comesos per l'os. Els agents van ser rebuts amb una cinquantena de trets i els van punxar les quatre rodes del seu vehicle.
El juliol del 2019, després d'una altra estimbada massiva d'ovelles a Ausat, també a l'Arieja uns desconeguts van incendiar el vehicle de l'equip de la ONCFS desplaçat per a realitzat l'avaluació de danys. I el 19 d’agost de 2019 es va descobrir un cartell penjat al bosc d'Ausat advertint els turistes i excursionistes que es farien batudes anti-os i instant-los a no desviar-se de les rutes de senderisme i a portar roba fluorescent. El text deia: «Això és la revolució! Això és la guerra. Siguin prudents: els projectils poden ser mortals a més de tres quilòmetres de distància»
Ja al Departament dels Alts Pirineus, el 30 d'agost del 2019 es produí una altra gran estampida d'ovelles en un ramat d'alta muntanya a Cautarés, a prop de la frontera. Més de 50 ovelles moriren i 300 desaparegueren. Ramaders francesos i bascos es van manifestar el 2 de setembre a Baiona, deixant moltes de les ovelles mortes davant la delegació del govern francès als Pirineus Atlàntics.
Les administracions han tractat de finançar (amb l’ajut de fons europeus, estatals i autonòmics), no només les indemnitzacions als actors afectats per les escomeses dels ossos, sinó també l’adopció de diverses mesures per tal d’evitar els atacs (o de reduir els danys) a la ramaderia i l'apicultura transhumant. Entre aquestes accions destaquen el finançament per la compra de gossos protectors de ramats i de tancats elèctrics, l'agrupament de ramats i la contractació de pastors de temporada, la construcció i rehabilitació de cabanes per als pastors en zones d’alta muntanya.

## Desbandades humanes

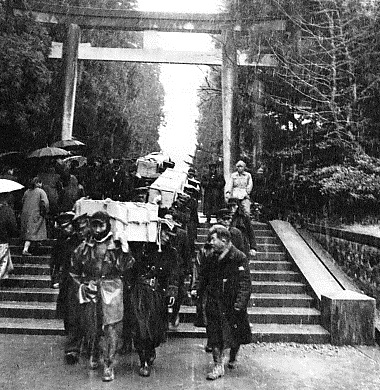
Sepeli dels morts en el santuari de Yahiko (gener de 1956).

Una desbandada humana succeeix quan una aglomeració de persones intenta desplaçar-se de forma sobtada i amb virulència en una direcció, sense atenir al bon ordre o les conseqüències pels altres integrants del grup. A diferència de les desbandades bovines, on la rajada inicia un desplaçament sense rumb ni propòsit clar, en el cas de les estampides humanes si que existeix un motiu, un objectiu i un rumb concret (normalment cap a sortides o punts d'evacuació).